# CD27
CD27, или TNFRSF7 — мембранный белок, рецептор из надсемейства рецептора факторов некроза опухоли. У человека кодируется геном CD27.

## Функции
TNFSF9 является рецептором для молекулы CD70 (TNFSF7), лиганда семейства ФНО, играющего роль в активации T-лимфоцитов. Может участвовать в выживании активированных T-лимфоцитов. Может играть роль в апоптозе, что опосредуется связыванием с SIVA1.

## Взаимодействия
CD27 взаимодействует с SIVA1, TRAF2 и TRAF3.

## Тканевая специфичность
CD27 обнаружен на большинстве T-лимфоцитов.

## Патология
Мутации гена CD27 приводят к лимфопролиферативному синдрому 2-го типа, аутосомальному рецессивному иммунодефициту, который характеризуется постоянным присутствием в крови вируса Эпштейна — Барр, гипогаммаглобулинемией, нарушенным Т-зависимым ответом B-лимфоцитов и нарушением функции T-лимфоцитов. Хотя фенотип сильно варьирует в степени выраженности, крайние случаи выражаются системным воспалением с серьёзными последствиями, связанными с вирусемией.